# Vaunaveys-la-Rochette
Vaunaveys-la-Rochette är en kommun i departementet Drôme i regionen Auvergne-Rhône-Alpes i sydöstra Frankrike. Kommunen ligger i kantonen Crest-Nord som tillhör arrondissementet Die. År 2022 hade Vaunaveys-la-Rochette 611 invånare.

## Befolkningsutveckling
Antalet invånare i kommunen Vaunaveys-la-Rochette
Referens:INSEE